# Nghị viện Estonia
Nghị viện Estonia hay Riigikogu (tiếng Estonia: từ riigi-, nghĩa là nhà nước, và kogu, hội đồng) là cơ quan lập pháp đơn viện của Estonia. Tất cả các chính sách quan trọng liên quan đến nhà nước đều đi qua Riigikogu. Ngoài việc phê chuẩn luật, Riigikogu bổ nhiệm các quan chức cấp cao, bao gồm Thủ tướng và Chánh án Tòa án Tối cao, và bầu (một mình hoặc, nếu cần, cùng với đại diện chính quyền địa phương trong cơ quan bầu cử rộng lớn hơn) làm Tổng thống. Riigikogu cũng phê chuẩn các hiệp ước nước ngoài quan trọng áp đặt nghĩa vụ quân sự và quyền sở hữu, mang lại những thay đổi trong luật pháp, v.v.; phê duyệt ngân sách được trình bày bởi chính phủ như luật pháp và giám sát quyền lực hành pháp.